# Consejo Mundial de los Pueblos Indígenas
El Consejo mundial de los pueblos indígenas (CMPI) es una organización internacional no gubernamental, fundada en 1975 para promover los derechos y preservar las culturas de los pueblos indígenas de América, Pacífico sur y Escandinavia.
Su sede se encuentra en Ottawa, Canadá.